# Џемс Долхауси
Џемс Ремзи, лорд Долхауси (енгл. James Broun-Ramsay, 1st Marquess of Dalhousie, 1812-1860), британски политичар и генерални гувернер Индије (1848-1856).

## Политичка каријера

### Генерални гувернер Индије
Лорд Долхауси је током свог мандата као генерални гувернер Индије (1848–1856), спровео низ реформи и великих јавних радова, али је такође извршио анексију више индијских вазалних кнежевина, што је допринело ширењу Индијске побуне 1857. године. Пре свега, Долхауси је покренуо изградњу прве железнице у Индији. То је било кључно достигнуће, јер су регионална индијска тржишта била слабо повезана због недовољне транспортне инфраструктуре. Према Долхаусијевом плану, ново владино одељење за јавне радове је планирало, надгледало и субвенционисало железничке линије које је требало градити, а којима су управљале приватне компаније. Држава је обезбедила железницама земљиште и загарантовани минимални профит — два уступка којима су инвеститори из Лондона тешко могли да се одупру. До 1853. године, прве пруге су изграђене и водиле су у унутрашњости од Калкуте, Мадраса и Бомбаја. Године 1856. Индија је већ имала 720 км готових, оперативних железница. Истовремено, постављен је електрични телеграф који је омогућавао брзу комуникацију са унутрашњости округа по први пут. Ова телеграфска мрежа отворена је за јавност почетком 1857. године. Велики јавни радови су такође проширили путну мрежу и изградили поплочане путеве дизајниране тако да су поштанска кола и дилижансе могле да путују брзином до 16 км на сат. Од велике глади 1837–1838, канал на Гангу је ископан и коначно је био у употреби, наводњавајући 767.000 хектара у 5.000 села, док је влада започела још један амбициозни пројекат канала у Пенџабу по цени од 5 милиона фунти. Долхауси је упропастио своје здравље тешким радом, прогуравши затворске реформе, смањио поштарине и укинуо унутрашње царинске дажбине. Такође је уведено суђење поротом за одређене врсте предмета. Долхаусијева велика улагања у инфраструктуру морала су бити надокнађена повећањем прихода, које је остварио анексијама. Већина уговора између Британске источноиндијске компаније и вазалних држава дозвољавали су Британцима да анектирају сваку државу чији је владар умро без „рођеног наследника“. То се називало Доктрином о прекиду, што је значило да је, према закону Компаније, краљевска кућа „пропала“ или изумрла. Компанија је такође задржала право да анектира државу чији се владар сматра неспособним за управљање — веома субјективни критеријум, што је примењено у анексији Ауда у фебруару 1856. Пре 1848. Британци су избегавали такве интервенције, али Долхаси је систематски користио сва овлашћења да елиминише што више кнежевских држава, чиме се увећавају приходи Компаније. Ове анексије, на крају су биле један од главних узрока побуне 1857. На положају га је 1. марта 1856. наследио Лорд Канинг.